# Exodus (Bob Marley and the Wailers-album)
Az 1977-es Exodus a Bob Marley & the Wailers roots reggae nagylemeze. Az album sikere nemzetközi ismertséget szerzett Marley-nek.
A Jamming, Waiting in Vain és One Love/People Get Ready mind nagy nemzetközi slágerek voltak. Az Exodus 20. lett a Billboard 200, 15. a Billboard Black Albums listán, valamint 56 hétig maradt rajta a brit albumlistán, ahol a 8. helyet szerezte meg.
A kritikusok minden idők egyik legjobb albumának tartják. 1999-ben a Time magazin a 20. század legjobb albumának nevezte. 2001-ben a VH1 minden idők 26. legjobb albumának nevezte, míg a Rolling Stone magazin Minden idők 500 legjobb albuma listáján a 169. lett. Szerepel továbbá az 1001 lemez, amit hallanod kell, mielőtt meghalsz című könyvben.

## Az album dalai
| 1. | Natural Mystic        | Bob Marley | 3:28 |
| 2. | So Much Things to Say | Marley     | 3:08 |
| 3. | Guiltiness            | Marley     | 3:19 |
| 4. | The Heathen           | Marley     | 2:32 |
| 5. | Exodus                | Marley     | 7:39 |

| 1. | Jamming                   | Marley                  | 3:31 |
| 2. | Waiting in Vain           | Marley                  | 4:15 |
| 3. | Turn Your Lights Down Low | Marley                  | 3:39 |
| 4. | Three Little Birds        | Marley                  | 3:00 |
| 5. | One Love/People Get Ready | Marley, Curtis Mayfield | 2:53 |

| 1. | Jamming (hosszú verzió)            | Marley | 5:52 |
| 2. | Punky Reggae Party (hosszú verzió) | Marley | 6:52 |

## Közreműködők

### Zenészek
- Bob Marley – ének, ritmusgitár, akusztikus gitár, ütőhangszerek
- Aston „Family Man” Barrett – fender basszusgitár, gitár, ütőhangszerek
- Carlton Barrett – dob, ütőhangszerek
- Tyrone Downie – billentyűk, ütőhangszerek, háttérvokál
- Alvin „Seeco” Patterson – ütőhangszerek
- Julian (Junior) Marvin – szólógitár
- I Threes (Rita Marley, Marcia Griffiths, Judy Mowatt) – háttérvokál

### Produkció
- Karl Pitterson – hangmérnök
- Guy Bidmead, Terry Barham – hangmérnökasszisztens
- Aston „Family Man” Barrett, Chris Blackwell, Karl Pitterson – keverés
- Adrian Boot, Neville Garrick – fényképek
- Neville Garrick – borító, grafika

## Külső hivatkozások
- https://web.archive.org/web/20070915080934/http://www.roots-archives.com/release/122